# Sean Bridon
 (octobre 2020).
Sean Bridon est un créateur de vidéos humoristiques, producteur et musicien originaire du Gabon,,,.
Il est le fondateur de la Seany Tv, une chaîne de courtes vidéos humoristiques sur Youtube et Facebook principalement,,.